# Szlovéniai magyarok

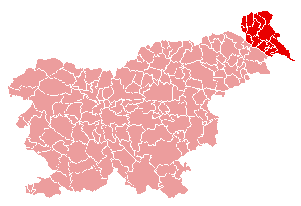
A Muravidék elhelyezkedése Szlovéniában

A szlovéniai magyarok vagy muravidéki magyarok az egyikét alkotják azon kényszerkisebbségeknek, amelyek a trianoni béke következtében alakultak ki. Sorsuk azóta Jugoszlávia, illetve 1991 óta Szlovénia államhoz köti őket, rokoni kapcsolataik, kulturális-nyelvi kötődésük és etnikai identitásuk azonban továbbra is erős szálakkal fűzi őket Magyarországhoz.
Zömükben Muravidék (Prekmurje) történelmi régióban élnek, ami jelenleg a kissé nagyobb Pomurska statisztikai régió része. A muravidéki magyarok két csoportra oszthatóak, az egyik az őrségi (az Őrség szlovéniai részét a magyarok által is használt helyi elnevezéssel Goricskónak – Goričko – is nevezik), a másik a Lendva-vidéki magyar tömb. Az előbbiek az első világháború előtt Vas vármegyéhez, az utóbbiak Zala vármegyéhez tartoztak.
Magyarországon a közbeszéd és a sajtó is elég gyakran keveri a Muravidéket a horvátországi Muraközzel, s a szlovéniai magyarokat muraközi magyaroknak hívja. Az effajta téves megnevezés gyakran sérti a muravidéki magyarokat, mivel a Muraköz és a Muravidék között óriási földrajzi különbség van.

## Történelem

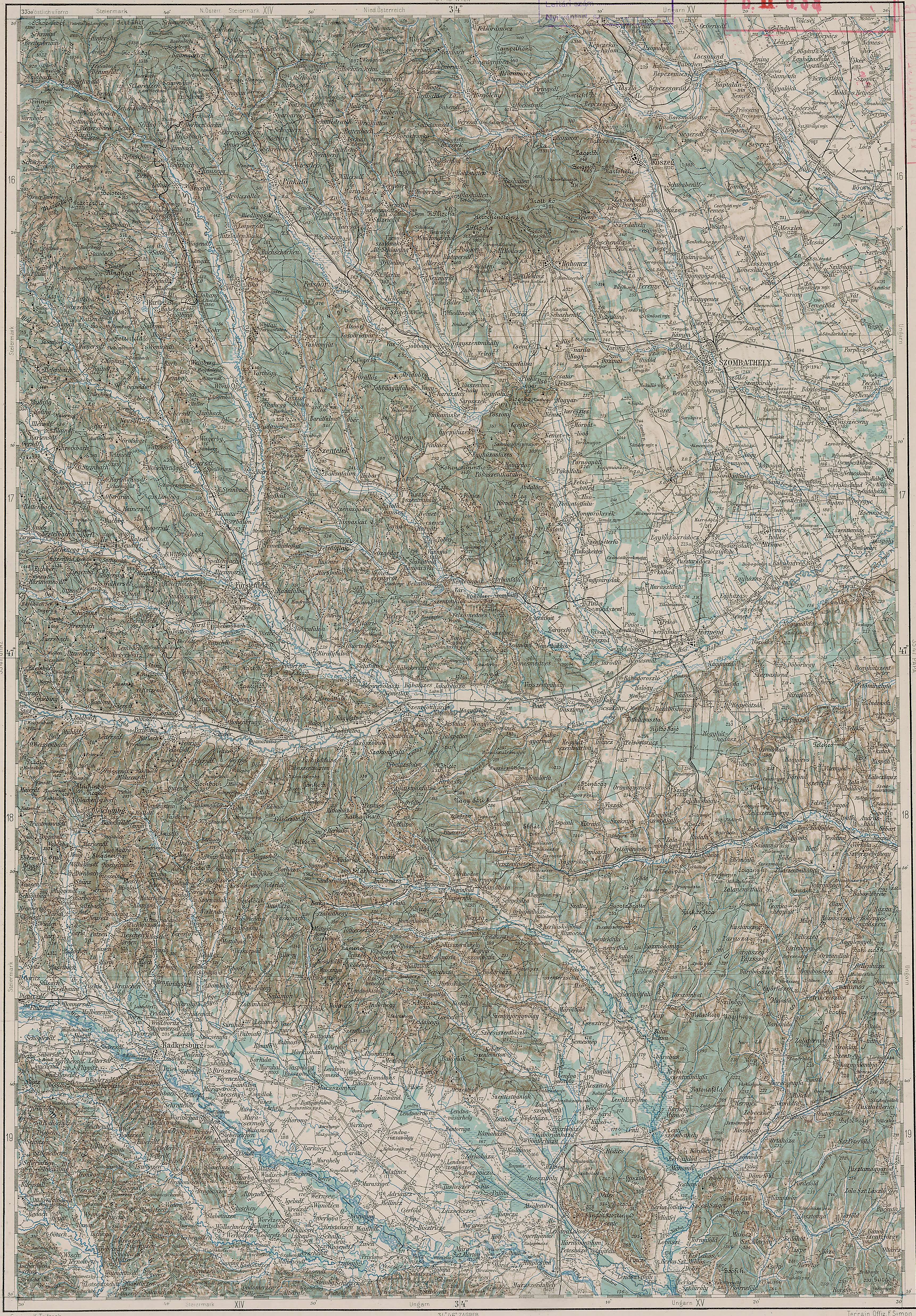
A térség egy 1910 körül osztrák-magyar térképen

A szlovéniai magyarok településterülete a magyar honfoglalást és államalapítást követően évszázadokig – a Magyar Királyság és a stájer-osztrák hercegség közötti – részben lakatlan védelmi zóna (gyepű) volt. A várispánságok megszervezésétől 1919-ig Alsólendva és környéke Zala, az őrségi rész Muraszombattal és Szentgotthárddal Vas megyéhez tartozott.
A török hódoltság idején e táj viszonylag keveset szenvedett, de Csáktornya, Alsólendva és Radkersburg (Redege, Radgona) a végvárrendszer részei voltak. A környék nagy földesurai, az alsólendvai Bánffy család, a Széchyek, Zrínyiek, Nádasdyak, Batthyányak a reformáció hívei lettek. A 16. század vége felé Alsólendva a magyarországi protestantizmus és szellemi élet egyik központja lett.
Míg a határos osztrák területeken, így a mai Szlovéniában is, az ellenreformáció csaknem teljesen felszámolta a szlovén nemzeti újjászületéssel is egybekapcsolódó hitújítást, addig Magyarország szlovénok lakta részein, a történelmi Vas vármegyében sok evangélikus gyülekezet maradhatott fenn. A karintiai-krajnai-tengermelléki és a Mura-Rába-vidéki szlovénok között – annak ellenére, hogy 1526-tól egy államkeretben, a Habsburg-birodalomban éltek –, alig volt gazdasági, szellemi kapcsolat, így ez utóbbiak a 20. század elejéig nem is voltak aktív résztvevői a szlovén nemzetté válás folyamatának.
Az elmúlt évszázadokban a magyarországi szlovén közösségre használatos „vend” népnév közvetlenül a német Windisch szóra vezethető vissza. (Romantikus elképzelések ezt az elnevezést többek között a veneti törzs nevével (Velence alapítói), illetve a vandálokkal is megpróbálják összefüggésbe hozni.)
A vend elnevezést a muravidéki szlovénok nem alkalmazták magukra, már a reformáció korában is szlovénnak határozták meg magukat. Sőt a név a 20. század elejére pejoratív csengésűvé vált, főleg azután, hogy a hivatalos magyar nemzetiségpolitika kierőszakolta a szlovénok egy kisebb, velük lojális csoportjában a vend tudat-ot. A Ljubljana és Maribor felé orientálódó értelmiség és a segítségükre siető külső szlovén tudósok meggyőzően igazolták a teóriákkal szemben a vidék szlovén etnikai jellegét és mára a határ mindkét oldalán élő szláv csoportot szlovénnak tekintik.
A két etnikum békés együttélésére jellemző, hogy 1848 szeptemberében, majd 1849 júniusában az itteni nemzetőrök szembeszálltak Josip Jelačić horvát csapataival. 
Az 1867 utáni gazdasági fellendülés idején a regionális központokban, így Lendván, de például a kis Dobronakon is sok ipari létesítmény jött létre. Kiépült a járási székhelyek rendszere is. Megépült a Zalaegerszeg-Alsólendva-Csáktornya és a Körmend-Muraszombat közötti vasútvonal, de a tervezett szentgotthárd-muraszombati már nem készült el. A nagybirtokrendszer miatt földhöz nem jutó parasztok közül sokan vándoroltak ki Amerikába, de a szomszédos osztrák területekre is.
A szlovén államiság igénye – a csehhez és horváthoz hasonlóan – évtizedeken át csak az osztrák államkeretben, mint a trializmus egy változata merült fel. Egy Ausztria-Magyarországtól és Szerbiától független délszláv állam eszméjét is csak viszonylag kevesen támogatták, s a Szerbiával való egyesülésnek – 1918 októberéig – a Mura menti szlovénok között alig akadt híve. A szlovének létre akartak hozni a föderatívan megszervezett magyar államot képező entitást Szlovenszka krajina néven Klekl József vezetésével, melybe magyar területeket is akartak bekapcsolni, úgy, hogy a magyar nemzetiség is kapjon ezen belül teljes körű jogokat. Mikor azonban a délszláv államhoz való csatlakozás mellett döntöttek, továbbra fennállt annak lehetősége, hogy Szlovenszka krajina azon belül is különállást élvezzen, megőrizve a jellegzetes muravidéki szlovén nyelvet egyebek mellett. Ezt megelőzően az Osztrák–Magyar Monarchia felbomlása után, a Károlyi-kormány idején tervek születtek egy Muraszombat székhelyű vend vármegye kialakítására, mely csak kulturális és nyelvi autonómiát adott volna, de Klekl ragaszkodott a teljes autonómia-tervhez. Tervezetében szlovén nyelvű közigazgatás, népoktatás, gimnáziumok és saját véderő felállítása is szerepelt. A Tanácsköztársaság diktatúrája nem kedvezett a nemzetiségi igények kielégítésének; a részben ilyen indíttatású ellenforradalmi megmozdulásokat leverték.

### A két világháború között
1919 késő tavaszán Muraszombatban kikiáltották a Vendvidéki (Murai) Köztársaságot, aminek igen sok magyar támogatója is akadt, elsősorban katonák, akik azt remélték, hogy ezzel megszabadíthatják magukat a kommunista Magyar Tanácsköztársaságtól és elkerülhetik azt, hogy Szerbia uralma alá jussanak. De remények nem váltak valóra, mert az állam vezetője Tkálecz Vilmos nem nemzeti érdekekből, hanem önös privát érdekekből lépett erre az útra és már akkor nyilvánvaló volt, hogy az állam kikiáltása nem volt komoly szándékú, következésképp semmi köze a Klekl-féle Szlovenszka krajina megteremtésére tett közös magyar-szlovén törekvésekhez.
A párizsi békekonferencia a jugoszláv-magyar határt a Mura és a Rába vízválasztóján húzta meg.  Így került a Muravidék (Prekmurje) a Szerb-Horvát-Szlovén Királysághoz, a későbbi Jugoszláviához, s maradt Magyarországon az ún. Porabje, mintegy 5.000 szlovénnel, bár ezért cserébe a belgrádi vezetés hajlandó lett volna az alsólendvai magyar területekről lemondani. A Magyarországtól elcsatolt mintegy 940 négyzetkilométernyi terület 169 települése közül 28-nak a lakossága szinte teljes egészében magyarokból állt. A jugoszláv (szerb) hadsereg 1919. augusztus 12-én vonult be a Muravidékre. A nagyhatalmi döntés – mint Burgenland esetében is – kompenzációt is jelentett, ez esetben az új délszláv állam számára, az Olaszországhoz került és az Ausztria birtokában maradt szlovén lakta területekért.
A térség három ország – Jugoszlávia, Magyarország és Ausztria – perifériájává változott. Az Esterházy-birtokot nem az azt megművelő magyar cselédség, hanem a helyi, és az Olaszországhoz került területekről áttelepített szlovének között osztották fel, ellentéteket gerjesztve az őslakosok és a „kolonisták”, a magyarok és a szlovének között. Egy sor magyar falu szélén épültek új falurészek (Petesháza, Hosszúfalu, Pince, Gyertyános, Hídvég, Kámaháza) a telepesek számára, sőt Benica-Benice néven egy önálló telepes falu jött létre. A föld és megélhetés nélkül maradtak körében pedig folytatódott a kivándorlás és a szezonmunka az USA, Németország és Franciaország felé. A regionális kapcsolatok megszakadtak: a muravidékiek többé nem járhattak át aratni a dunántúli nagybirtokokra; megszűnt a vasúti összeköttetés Muraszombat és Körmend, majd Lendva és Rédics között. 1923-tól Muraszombat új vasútvonalon – Ormožon át – kapcsolódott Mariborhoz.
A II. világháború idején a területet visszacsatolták Magyarországhoz (1941. április 16-a és 1945. április 3.). A magyar adminisztráció kiépítésekor, 1941-ben, sajátos módon, tízezrek vallották magukat szlovén-horvát anyanyelvűnek, de magyar nemzetiségűnek a Muravidéken és a Muraközben. A magyar hatóságok a telepesek és a megbízhatatlannak minősítettek közül több mint 600 személyt internáltak rövidebb-hosszabb időre a sárvári táborba.

### A kommunizmus alatt
1945 tavaszán a bosszú és a megtorlás itt megközelítően sem volt olyan mértékű, mint korábban Bácskában, de így is több mint 500 magyart – köztük nőket és gyermekeket – hurcoltak el és zártak táborba viszonossági alapon. Ezen a vidéken is megszenvedték az erőszakos kollektivizálást és a szovjet-jugoszláv szembenállást. Sok magyar fiatalt kémkedésre és diverzáns-tevékenységre kényszerítettek a szovjet befolyás alatt lévő anyaországukkal szemben – közülük számosan értelmetlenül pusztultak el.
1943-ban kőolajat találtak Petesházán. A hatalomváltás után a magyar lakosságot biztonsági okokra hivatkozva kitelepítették, s helyükbe más nemzetiségű munkaerő jött, főleg a közeli horvát Muraközből.
A periferiális, sőt a szovjet-jugoszláv szembenállás miatt szinte front-helyzetű térségből az 1950-es években a fiatalok zöme a szlovén többségű regionális központokba és távolabbi városokba költözött. A magyar tannyelvű – általában 4 osztályos – falusi iskolák állaga leromlott, a továbbtanulási lehetőség a minimálisra csökkent. Egyre több magyar szülő adta gyermekét a jobban felszerelt szlovén iskolákba: az 1950-es években a magyar gyermekek fele Lendván már szlovén tagozatra járt. Ezt a tendenciát megállítandó vezették be 1959-ben – akkor egyedülálló módon – a kötelező kétnyelvű oktatást a törvényben rögzített keskeny, vegyes lakosságú (korábban túlnyomóan magyar többségű) sávban (a 176 muravidéki település közül 30 tartozott ebbe a törvény által körülhatárolt határ menti övezetbe) a szlovén gyermekek számára is. Az 1960-as évektől megkezdődött a pozitív megkülönböztetés elvén alapuló szlovén nemzetiségpolitika kiépítése.
A muravidéki magyarok számukban és asszimilációs hajlandóságukban hasonlóak a burgenlandiakhoz. Az 1980-as évek közepén végzett közös magyar-szlovén kutatás hátrányos gazdasági-infrastrukturális helyzetet, erősödő elvándorlást és vegyes házasságokban megnyilvánuló asszimilációt mutatott ki a határ mindkét oldalán. A 10 évenként tartott népszámlálások között fokozatosan, átlagban 13%-kal csökkent a szlovéniai magyar nemzetiségűek száma. A vegyes házasságok aránya meghaladja az 50%-ot, és az abból származók 80%-a a többségi nemzethez tartozónak vallja magát.

### A szlovén függetlenség után
1991 nyarán a magyarok egyöntetűen a független Szlovénia mellett álltak ki. A rendszerváltás óta helyzetük elvileg tovább javult, mivel mind Magyarország, mind Szlovénia a kétoldalú nemzetiség-politikai kapcsolataikat példának kívánták állítani más, problémás relációk elé (a szlovéneknek Ausztriával és Olaszországgal vannak komoly gondjaik ottani kisebbségeik miatt).
A muravidéki magyarok nemzeti alapon történő önszerveződése és politikai érdekérvényesítése a önálló Szlovéniában kapott igazán lendületet, bár – egyedül az akkori jugoszláv tagköztársaságok közül – azelőtt is élveztek alkotmányos különjogokat. Az anyaországgal történő kapcsolatépítés is új lendületet vett. A szlovéniai magyarok helyzete politikailag rendezett, az ország alkotmánya (az olaszokkal együtt) őshonos közösségnek tekinti őket, és egy képviselői helyet biztosít a számukra a parlamentben. Ennek is köszönhető, hogy a szomszédos országokban élő magyar közösségekkel összehasonlítva a muravidéki magyarok építették ki a legteljesebb mértékben a maguk kulturális autonómiáját.
A magyar lakosság aránya azonban időközben annyira lecsökkent a „kritikus tömeg” alá, hogy a viszonylag példás nemzetiségi politika sem tudja ellensúlyozni az asszimilációs tendenciákat. A határellenőrzés megszüntetése a két EU-tagállam között 2007. december 21-én azonban tovább élénkítheti a muravidéki magyarok anyaországi kapcsolatait.

## Demográfiai helyzet
1921-ben a Muravidék kb. 92 ezer lakost számlált, és ebből mintegy 20-25 ezernyi lehetett magyar. (A kiélezett politikai helyzetben tartott 1921-es jugoszláv népszámlálás adatai 15 000-re tették a magyarok számát.)
A magyar közösség létszáma az 1991-es szlovén népszámlálási adatok szerint már csak 8500 volt.[forrás?] Jóindulatú becslések 12-16 000-re [forrás?] teszik a magyarok, illetve a magyarsághoz valamilyen módon kötődők számát. Alacsony létszámuk miatt asszimilálódásuk megállíthatatlannak látszik. A 2002-es népszámlálás során már alig több mint 6200-an vallották magukat magyarnak. Az adat megdöbbentette a szlovén politikai vezetést, és elkeseredettséget váltott ki a magyarok között.
A létszám csökkenését nem tudja megakadályozni az általában példamutatónak minősített szlovén kisebbségi politika sem. A határvidékké vált terület magyarsága nem tudta kiheverni a két világháború, a megtorlások, a kitelepítés, a kivándorlás és a belső migráció okozta veszteségeket, és a jelenlegi népmozgalmi adatok sem jobbak, mint akár az anyaországban, akár a népes magyarsággal rendelkező Erdélyben. Bár a Muravidék életszínvonala Magyarországénál – az általában magasabb szlovén életszínvonal részeként – lényegesen magasabb, az ország egészéhez képest mégis viszonylag elmaradott határvidéknek számít, ezért népességmegtartó ereje csekély.
A jól működő művelődési intézményrendszer is hozzájárul ahhoz a furcsa helyzethez, hogy a magyar nyelvű lakosság csökkenése mellett növekedett a magyar kulturális életben meghatározó szerepet vállaló értelmiségiek (pedagógusok, írók-újságírók, tudományos kutatók, képzőművészek és művelődésszervezők) száma, ami mára már megközelíti a 180-at.

## Oktatás
A 2018/19-es tanévben általános iskolai szinten magyarul vagy kétnyelvű oktatásban 297 diák vett részt, akik Lendván, Göntérházán, Dobronakon és Pártosfalván tanultak. Középiskolai szinten Lendván a Kétnyelvű Középiskolában 256 diák tanult.

## Jogi helyzet
A szlovén alkotmány biztosítja a szabad anyanyelvhasználatot, a 61. szakasz a „nemzeti hovatartozás szabad kifejezéséről”, a 64. szakasz „az őshonos olasz és magyar nemzeti kisebbség külön jogairól” rendelkezik. A kisebbségi többletjog-rendszeren alapuló nemzetiségi politikának megfelelően a magyar és az olasz kisebbségi közösség az oktatás, a kultúra, a tájékoztatás területén, valamint az anyaországgal történő kapcsolattartás terén külön lehetőségekkel rendelkezik, amit az állam anyagilag is támogat. Az alkotmány kimondja, hogy az országgyűlésbe minden választáskor az olasz és a magyar közösség egy-egy képviselőjét be kell választani. Az olasz és magyar nemzetiségű szlovén állampolgárok két szavazati lehetőséggel rendelkeznek: szavazhatnak pártokra, de egyúttal megválaszthatják nemzeti kisebbségük képviselőjét is.
A magyar közösség parlamenti képviseletének funkcióját Pozsonec Mária négy ciklusa után 2008-tól Göncz László látja el. Kiélezett helyzetben a kisebbségi képviselők a mérleg nyelvének szerepét játszhatják. Előfordult már, hogy a magyar képviselő – a nemzetiségi külön jogok fenntartását támogató – baloldali pártokkal szavazott együtt (1996-ban a hárompárti jobboldali szövetségnek 45 képviselője volt a sokpárti baloldal 43-jával szemben, azonban a magyar és az olasz nemzetiségi képviselő ez utóbbiak mellé álltak – a patthelyzetet csak egy kereszténydemokrata képviselő átállása oldotta fel a baloldal javára). Ezért a szlovén jobboldali pártok egy része támadja a magyar parlamenti képviselő személyét, illetve a pozitív megkülönböztetésen alapuló képviseleti rendszert.
1994. december 4-én lépett életbe Szlovéniában Az önigazgatási nemzeti közösségről szóló törvény, amely községi szinten is biztosítja a nemzetiségi önkormányzati képviseletet. Az 1994. december 4-i helyhatósági választásokat követően a Muravidék három községében – Lendván, Hodos-Salovci községben és Muravske Toplicén – megalakult a Községi Nemzeti Tanács, amelyek választott képviselőikből létrehozták a 18 tagú Muravidéki Magyar Nemzeti Tanácsot. Ugyanezen a választáson Kocon József személyében Lendva magyar polgármestert kapott. Az 1998. november 22-én lebonyolított helyhatósági választások alkalmával az 1998. április 19-ei népszavazáson az önállóság mellett döntő Hodos és Dobronak község is megválasztotta képviselőit, és nemzetiségi önigazgatási tanácsot hozott létre. A Muravidéki Magyar Nemzeti Önigazgatási Közösség (MMNÖK) 1999 januárjában választotta meg 21 tagú tanácsát, amelynek elnöke Tomka György lett. Lendva község polgármesterévé ismét Kocon Józsefet választották. A 2002. november 10-én megtartott kisebbségi önkormányzati választásokat követően december 30-án új összetételben állt fel a Muravidéki Magyar Önkormányzati Nemzeti Közösség, amelynek ismét Tomka György lett az elnöke. Ugyanakkor Lendva lakossága Anton Balažek személyében szlovén nemzetiségű (magyarul jól beszélő) polgármestert választott. A 2006-os választások óta a MMNÖK elnöke Kocon József.
A függetlenségét kivívott Szlovénia nagyvonalú gesztussal országa első budapesti nagykövetévé Hajós Ferenc alkotmánybírót, a muravidéki magyarság egyik vezető személyiségét nevezte ki. Az 1992. november 6-án Ljubljanában aláírt Magyar-Szlovén Kisebbségvédelmi Egyezmény 15. cikkelyének rendelkezése értelmében – összhangban az 1992. december 2-án Budapesten aláírt Magyar-Szlovén Alapszerződés 16. cikkében megfogalmazott elvekkel – megalakult a Magyar-Szlovén Kisebbségi Vegyes Bizottság, amely 1995. április 4-én Ljubljanában tartotta első, alakuló ülését. A vegyes bizottság további üléseire évente felváltva Magyarország illetve Szlovénia területén került sor.
1986 óta rendszeres, jól működő oktatási és kulturális együttműködés létezik a muravidéki magyarok szervezetei valamint Vas és Zala megye között, amely regionális szinten az oktatás és a művelődés terén biztosít együttműködési lehetőségeket.
A Kelet-Közép-Európában egyedülállóan kedvező szlovén kisebbségpolitika indítékai – a demokratikus hagyományok mellett – hasonlóak a magyarhoz. Arányaiban csaknem annyi szlovén él az ország határain kívül, mint magyar, így törekvéseikben a példamutatás szándéka is jelen van.
Szlovénia kezdetben fenntartásokkal fogadta a szomszédos országokban élő magyarokra vonatkozó kedvezménytörvényt, viszont az erőteljes szlovák és román diplomáciai nyomás ellenére sem csatlakozott az aktívan tiltakozók táborához.
2004 augusztus végén Szlovéniában életbe lépett a nyelvtörvény, amely szabályozza a szlovén nyelv használatát az országban. A törvény rendelkezései szerint főszabályként az ország hivatalos nyelve a szlovén. Ez alól kivételt jelentenek a nemzetiségileg vegyesen lakott területek, ahol két nemzetiség – a magyar és az olasz – nyelve is hivatalos. A törvénnyel összhangban minden állami és közintézménynek, cégnek és jogi személynek szlovén nyelvű elnevezéssel is rendelkeznie kell.

### Érdekképviselet
A muravidéki magyarság politikai érdekképviseleti szervezete a Szlovén Köztársaság megalakulását követően rövid idő alatt létrehozott Muravidéki Magyar Nemzeti Önigazgatási Közösség (MMNÖK).
Elődjeként említhető az 1949-ben megalakult Szlovéniai Magyar Kisebbség Közművelődési Bizottság. Ez azonban csak néhány évig működött.
Az 1974-es jugoszláv alkotmány szellemében 1975-ben a községek képviselőtestülete mellett létrejöttek a magyar nemzetiségi oktatási-művelődési érdekközösségek. Egészen a rendszerváltásig két ilyen szervezet működött, egy a lendvai és egy a muraszombati községben, ezekből alakultak ki az úgynevezett nemzeti közösségek. A Muravidéki Magyar Önkormányzati Nemzeti Közösség alapította a muravidéki magyarság művelődési és tájékoztatási intézményeit, valamint társalapítója a Muravidéken meghonosodott kétnyelvű középiskolának. A kétnyelvű általános iskolák társalapítói az érintett önkormányzatok területén működő magyar nemzeti közösségek.
A Muravidéki Magyar Nemzeti Önigazgatási Közösség Tanácsa 1999. július 12-én új alapszabályt fogadott el, s a szervezet elnevezését Muravidéki Magyar Önkormányzati Nemzeti Közösségre változtatta. Elnöke 1999-2006 között Tomka György volt. 2006 júniusában Vida Ferencet választották meg elnöknek.
Öt szlovéniai község – Lendva, Dobronak, Hodos, Šalovci és Moravske Toplice – alakította meg az önkormányzati magyar nemzeti tanácsokat, ezek képviselőit a helyhatósági választások során választják meg. Minden magyar nemzeti tanács a saját statútuma alapján működik. Az öt nemzeti tanácsból kerülnek ki a csúcsszervezet, a Muravidéki Magyar Önkormányzati Nemzeti Közösség képviselői. A helyi magyarságon belüli sajnálatos személyi és politikai ellentétek miatt a csúcsszervezetben két önkormányzat magyar nemzeti közösségei nem működnek közre.

## Kultúra

Szent István király szobra Lendván

Muravidéken a 2005-2006-os tanévben a kétnyelvű általános iskolákat 995 tanuló látogatta, az adatok továbbra is a diákok létszámának a csökkenését mutatják. A Lendvai Kétnyelvű Középiskolában 325 diák kezdte a tanévet: a két gimnáziumi tagozaton összesen 38-an tanulnak, egy összevont közgazdasági (13) és gépésztechnikumi (7) tagozaton 20, valamint két hároméves szakoktatási tagozaton összesen 26 diákkal. A közgazdasági tagozaton további 11 diák folytatja tanulmányait. A muravidéki kétnyelvű általános és középiskolákban összesen 1320 diák fejezte be a tanévet.
A muravidéki magyarság jól működő magyar nyelvű tájékoztatási rendszert épített ki magának. Az 1950-es évek végén alapított hetilap, a Népújság mintegy 1800 példányban jelenik meg, 1500 előfizetéses formában jut el az olvasókhoz, ebből 100 a szerte a világban élő, muavidéki származású magyarokhoz.
A korábban helyi szinten működő Muravidéki Magyar Rádió 1996 január elsejétől a Szlovén RTV szerves része lett és 1999-ben megteremtődtek a feltételek ahhoz, hogy munkanapokon 11,5 órára bővítse műsoridejét, ami mára napi 24 órára nőtt. A rádió hallgatósága kb. 40 000 fős, ebből csupán 2000-en muravidékiek – a legtöbben a szomszédos magyarországi településeken hallgatják (a középhullámú (558 kHz) frekvencián sugárzott adása napközben gyakorlatilag Vas, Zala és Somogy megye jórészét, valamint gyakorlatilag a teljes Balatont is lefedi, de az esti órákban, ugyan gyenge minőségben, de Budapesten is hallgatható). A rádiónak – amely évről évre gazdagabb intézménnyé vált – ma már 14 főállású munkatársa és 12 külső munkatársa van. A Szlovén Televízió Lendvai Stúdiója a Szlovéniában élő magyar nemzeti közösség számára sugároz műsort, heti négyszer fél órában. A lendvai magyar tv-stúdió együttműködik a Kárpát-medencei hasonló intézményekkel is. Mindkét médium adása élőben követhető a világhálón, a rádió címe https://web.archive.org/web/20100418235646/http://tvslo.si/predvajaj/v-zivo-pmr-mmr/ra.mmr/
A muravidéki magyarok kulturális központja Lendva városa. 1994. január elsején Göncz László igazgató vezetésével itt kezdte meg működését a muravidéki Magyar Nemzetiségi Művelődési Intézet. Fő tevékenységi területei a műkedvelés, a könyvkiadás, a néprajz-helytörténet felkarolása, valamint az anyanyelv ápolása. Az Intézetben mintegy 45 hagyományőrző csoport működik, népdalkörök, néptáncos, hímző szakkörök. Irodalmi, történelmi vetélkedőket, nyári táborokat, színházi látogatásokat és ismeretterjesztő előadásokat szerveznek. Évente kb. 10 kiadványt adnak ki, ebből 2-3 folyóirat, a többi helytörténeti, néprajzi, szépirodalmi alkalmi kiadvány. Az Intézetben helytörténeti, néprajzi és szociográfiai tudományos kutatómunka folyik külső munkatársak bevonásával. 1998-tól az Intézet nonprofit alapon egy magyar könyvesboltot is működtet Lendván.
A MNMI szerteágazó és színvonalas kulturális tevékenységét 1997 decemberében a magyar kormány a Kisebbségekért Díjjal ismerte el.

### Néprajz, hagyományok
Néprajzi szempontból a muravidéki magyarság kisebb része az Őrséghez, nagyobb részük pedig Hetéshez, illetve a Lendvavidék önálló népi tájegységéhez tartozik. A muravidéki magyarság többsége katolikus vallású, azonban az őrségi falvakban, valamint Szécsiszentlászló környékén élnek kis számban evangélikusok, illetve reformátusok.

## Településeik
Az őrségi magyarok települései északról délre:
Őrihodos, Kapornak, Domonkosfa, Szerdahely, Pártosfalva, Kisfalu, Csekefa és Szentlászló.
A lendvavidéki (hetési) magyarok települései északról délre:
Dobronak, Zsitkóc, Kámaháza, Göntérháza, Radamos, Hídvég, Bánuta, Hosszúfalu, Hosszúfaluhegy, Lendva, Lendvahegy, Alsólakos, Felsőlakos, Gyertyános, Kapca, Kót, Csente, Petesháza, Hármasmalom, Völgyifalu, Pince és Pincemajor.
Míg a Lendvavidéken útmenti zárt szerkezetű települések vannak, az őrségi területre inkább a szórt (szeres) településszerkezet jellemző.